# Espectre radioelèctric

Sistemes de ràdio AM i FM

L'espectre radioelèctric (radiofreqüència, ones de ràdio o RF) és el conjunt d'ones electromagnètiques amb freqüències compreses entre 3 Hz i 3.000 GHz.
Tots els sistemes de telecomunicació utilitzen senyals elèctrics per al transport de la informació. Aquests es descriuen per la variació en el temps de les seves magnituds de tensió i corrent. A més d'aquesta descripció en el domini del temps, és possible establir-ne una altra en el domini de la freqüència, que és l'espectre del senyal. Cada mitjà de transmissió té el seu propi espectre radioelèctric o amplada de banda de transmissió en la qual s'ubiquen els senyals que s'hi propaguen.

## Regulació de l'espectre radioelèctric
Com que l'espectre radioelèctric és un bé limitat i sense possibilitat de créixer, es poden superposar o encavallar un o diversos senyals diferents, però de la mateixa freqüència o molt propers, amb el risc de produir interferències i impedir l'establiment de cap comunicació. És per aquesta raó que l'espectre radioelèctric adopta el caràcter de bé de domini públic i el seu control i custòdia passen a ser responsabilitat de les administracions públiques, les quals estableixen el reglament d'ús i l'assignació de freqüències i potències d'emissió per a les estacions i els serveis de comunicació que ho sol·licitin.
- A nivell internacional, l'organisme que s'encarrega de regular les telecomunicacions és la Unió Internacional de Telecomunicacions, una agència dependent de l'ONU integrada per 168 estats membres, en la qual els governs i el sector privat coordinen l'establiment i l'operació de xarxes de telecomunicacions i serveis, i es responsabilitzen de la reglamentació, l'estandardització, la coordinació i el desenvolupament de les telecomunicacions internacionals, com també de l'harmonització dels reglaments nacionals. El seu objectiu és fomentar i facilitar el desenvolupament global de les telecomunicacions per al benefici universal de la humanitat, mitjançant les regles de les lleis, el consens mutu i les accions cooperatives. La seva missió és proveir els productes i serveis necessaris per a tota la comunitat vinculada a les telecomunicacions, que una organització internacional sempre pot oferir de millor manera.

- A nivell europeu, hi ha l'European Telecommunications Standards Institute (ETSI), organisme que s'encarrega de generar les normes tècniques necessàries per aconseguir un mercat europeu de telecomunicacions ampli i unificat.

- Dins l'estat espanyol, els organismes reguladors de les telecomunicacions són el Ministeri d'Indústria, Turisme i Comerç (Direcció General de Telecomunicacions i Tecnologies de la Informació) i el Ministeri d'Educació i Ciència (Comissió del Mercat de les Telecomunicacions). Aquests ministeris gestionen la Llei General de Telecomunicacions, que és el marc legal de referència a la qual es refereixen els decrets llei i reglaments tècnics i que es va elaborar seguint les directives europees.

## Ubicació dins l'espectre electromagnètic
L'espectre radioelèctric forma part de l'espectre electromagnètic, que inclou totes les freqüències de les ones electromagnètiques, tant radioelèctriques com òptiques, i s'ordena en funció de la freqüència dels senyals i de la seva longitud d'ona d'acord amb el que s'indica a la taula següent:
| Tipus de radiació                 | Freqüència     | Longitud d'ona |
| --------------------------------- | -------------- | -------------- |
| Ionitzant                         | > 3000 THz     | < 100 nm       |
| Ultraviolada (UV)                 | 750 - 3000 THz | 100 - 400 nm   |
| Visible                           | 385 - 750 THz  | 400 - 780 nm   |
| Infraroja (IR)                    | 0,3 - 385 THz  | 0,78 - 1000 nm |
| Microones                         | 0,3 - 300 GHz  | 1 - 1000 mm    |
| Radiofreqüència (RF)              | 0,1 - 300 MHz  | 1 - 3000 m     |
| Extremes baixes freqüències (ELF) | 0 - 300 Hz     | = 5000 km      |

## Classificació de l'espectre segons la ITU
| Denominació                    | Sigles | Banda ITU | Freqüències   | Longitud d'ona         |
| ------------------------------ | ------ | --------- | ------------- | ---------------------- |
| Freqüència extremadament baixa | ELF    | 1         | 3–30 Hz       | 100.000 km – 10.000 km |
| Freqüència superbaixa          | SLF    | 2         | 30–300 Hz     | 10.000 km – 1.000 km   |
| Freqüència ultrabaixa          | ULF    | 3         | 300–3.000 Hz  | 1.000 km – 100 km      |
| Freqüència molt baixa          | VLF    | 4         | 3–30 kHz      | 100 km – 10 km         |
| Freqüència baixa               | LF     | 5         | 30–300 kHz    | 10 km – 1 km           |
| Freqüència mitjana             | MF     | 6         | 300–3.000 kHz | 1 km – 100 m           |
| Freqüència alta                | HF     | 7         | 3–30 MHz      | 100 m – 10 m           |
| Freqüència molt alta           | VHF    | 8         | 30–300 MHz    | 10 m – 1 m             |
| Freqüència ultraalta           | UHF    | 9         | 300–3.000 MHz | 1 m – 100 mm           |
| Freqüència superalta           | SHF    | 10        | 3–30 GHz      | 100 mm – 10 mm         |
| Freqüència extremadament alta  | EHF    | 11        | 30–300 GHz    | 10 mm – 1 mm           |

- Per sobre de 300 GHz, l'absorció de la radiació electromagnètica per l'atmosfera terrestre és tan gran que l'atmosfera és opaca a freqüències superiors. L'atmosfera torna a ser transparent en l'infraroig proper i el visible.
- Les bandes SHF i EHF sovint no es consideren part de l'espectre de radiofreqüència, sinó de la banda de microones.

Cal remarcar que les ones són sensibles als obstacles més grans que la seva longitud d'ona (difracció); per tant, com més gran sigui la longitud d'ona, més fàcil serà la propagació del senyal i més fàcilment podrà superar els obstacles. Nogensmenys, per a aplicacions com els radars, convé utilitzar ones de longitud més curta, per poder detectar objectes més petits. La part alta de l'atmosfera anomenada ionosfera té un efecte parcialment reflector sobre les ones de ràdio més curtes, cosa que permet llur propagació malgrat la curvatura de la Terra; les ones de ràdio més llargues, en canvi, no pateixen aquest efecte.

## Classificació en funció del mecanisme de propagació i el tipus d'aplicació
En la taula següent, es descriu la distribució de l'espectre radioelèctric i les bandes d'operació en funció del mitjà, el mecanisme de propagació utilitzat i de l'aplicació recomanada i s'indica quins són els usos més habituals:
| Banda                          | Mitjà de transmissió            | Aplicació                                                       | Tipus de propagació                | Usos                                                                                |
| ------------------------------ | ------------------------------- | --------------------------------------------------------------- | ---------------------------------- | ----------------------------------------------------------------------------------- |
| Àudio                          | Parells de fils                 | Telèfon Telègraf                                                |                                    |                                                                                     |
| VLF                            | Parells de fils Radiopropagació | Navegació Ràdio transoceànica                                   | Terra - ionosfera                  | Comunicació amb submarins, balises d'allaus, pulsímetres sense fils                 |
| LF                             | Parells de fils Radiopropagació | Aeronàutica Cable submarí                                       | Ona de superfície                  | Navegació, senyals temporals, radiodifusió AM d'ona llarga                          |
| MF                             | Cable coaxial Radiopropagació   | AM comercial Aeronàutica                                        | Ona de superfície Ona ionosfèrica  | Radiodifusió AM d'ona mitjana                                                       |
| HF                             | Cable coaxial Radiopropagació   | Radioaficionats Internacional Banda ciutadana                   | Ona ionosfèrica Ona de superfície  | Radiodifusió AM d'ona curta i radioaficionats                                       |
| VHF                            | Cable coaxial Radiopropagació   | TV Aeronàutica Comunicacions mòbils                             | Ona d'espai Dispersió troposfèrica | Radiodifusió FM i televisió                                                         |
| Mil·limètrica SHF              | Guia d'ones Radiopropagació     | Experimental Navegació Satèl·lits Radioenllaços microones Radar | Ona d'espai                        | Dispositius microones, telèfons mòbils (W-CDMA), LAN sense fils, radars més moderns |
| Ultraviolada Visible Infraroja | Fibres òptiques Raig làser      | Experimental Comunicacions                                      | Espai lliure Guiada: fibra òptica  | Radioastronomia, radiorelés de microones d'alta velocitat                           |

## Bandes de freqüències atribuïdes als serveis de radiodifusió
En la classificació anterior, s'observa que les bandes de freqüències atribuïdes als serveis de radiodifusió ocupen una part important de l'espectre. A continuació, detallarem les freqüències assignades als serveis de radiodifusió sonora i de televisió:
| Tipus d'ona                    | Banda | Marge freqüencial                                                                     | Serveis        |
| ------------------------------ | ----- | ------------------------------------------------------------------------------------- | -------------- |
| Ones quilomètriques (llargues) | LF    | de 150 a 285 kHz                                                                      | Ràdio          |
| Ones hectomètriques (mitjanes) | MF    | de 535 a 1605 kHz                                                                     | Ràdio AM       |
| Ones decamètriques (curtes)    | MF/HF | de 3.95 a 26.1 MHz Bandes 2, 3, 4 i 5 MHz Bandes 6, 7, 9, 11, 15, 17, 21 i 26 MHz     | Ràdio          |
| Ones mètriques (ultracurtes)   | VHF   | Banda I: de 3.95 a 26.1 MHz Banda II: de 87.5 a 107.8 MHz Banda III: de 174 a 230 MHz | TV Ràdio FM TV |
| Ones decimètriques             | UHF   | Bandes IV/V: de 470 a 862 MHz                                                         | TV             |
| Ones centimètriques            | SHF   | de 11.7 a 12.5 GHz                                                                    | TV Satèl·lit   |

Cal assenyalar que, avui dia, la difusió terrestre de senyals de TV es realitza en les bandes IV/V, però, a més, en les bandes I i III. En aquest sentit, existeix una recomanació d'abandonar progressivament les bandes I i III per a aquest servei i destinar-les a altres necessitats.

## Visualització de l'espectre
En telecomunicacions, l'espectre electromagnètic de les ones de ràdio i televisió es visualitza en una pantalla gràcies al mesurador de camp, el qual rep els senyals i els transforma en una representació gràfica de l'espectre. Hi ha diferents tipus de representació de l'espectre en funció del tipus de radiació:
- Espectre d'un canal analògic terrestre.
- Espectre d'un canal analògic de transmissió per cable.
- Espectre d'un canal analògic per satèl·lit.
- Espectre d'un canal digital per cable.
- Espectre d'un canal digital terrestre.
- Espectre d'un canal digital per satèl·lit.

És molt fàcil reconèixer a simple vista si un espectre és analògic o digital, ja que aquest últim podríem dir que és uniforme.